# Conna (ort i Irland)
Conna är en ort i republiken Irland.   Den ligger i grevskapet County Cork och provinsen Munster, i den södra delen av landet, 190 km sydväst om huvudstaden Dublin. Conna ligger 31 meter över havet och antalet invånare är 470.
Terrängen runt Conna är platt åt sydväst, men åt nordost är den kuperad. Conna ligger nere i en dal. Runt Conna är det glesbefolkat, med 12 invånare per kvadratkilometer. Närmaste större samhälle är Fermoy, 12,3 km väster om Conna. Trakten runt Conna består i huvudsak av gräsmarker.